# Prepona thalpius
Prepona thalpius är en fjärilsart som beskrevs av Jacob Hübner. Prepona thalpius ingår i släktet Prepona och familjen praktfjärilar. Inga underarter finns listade i Catalogue of Life.